# Avenue Adolphe Buyl

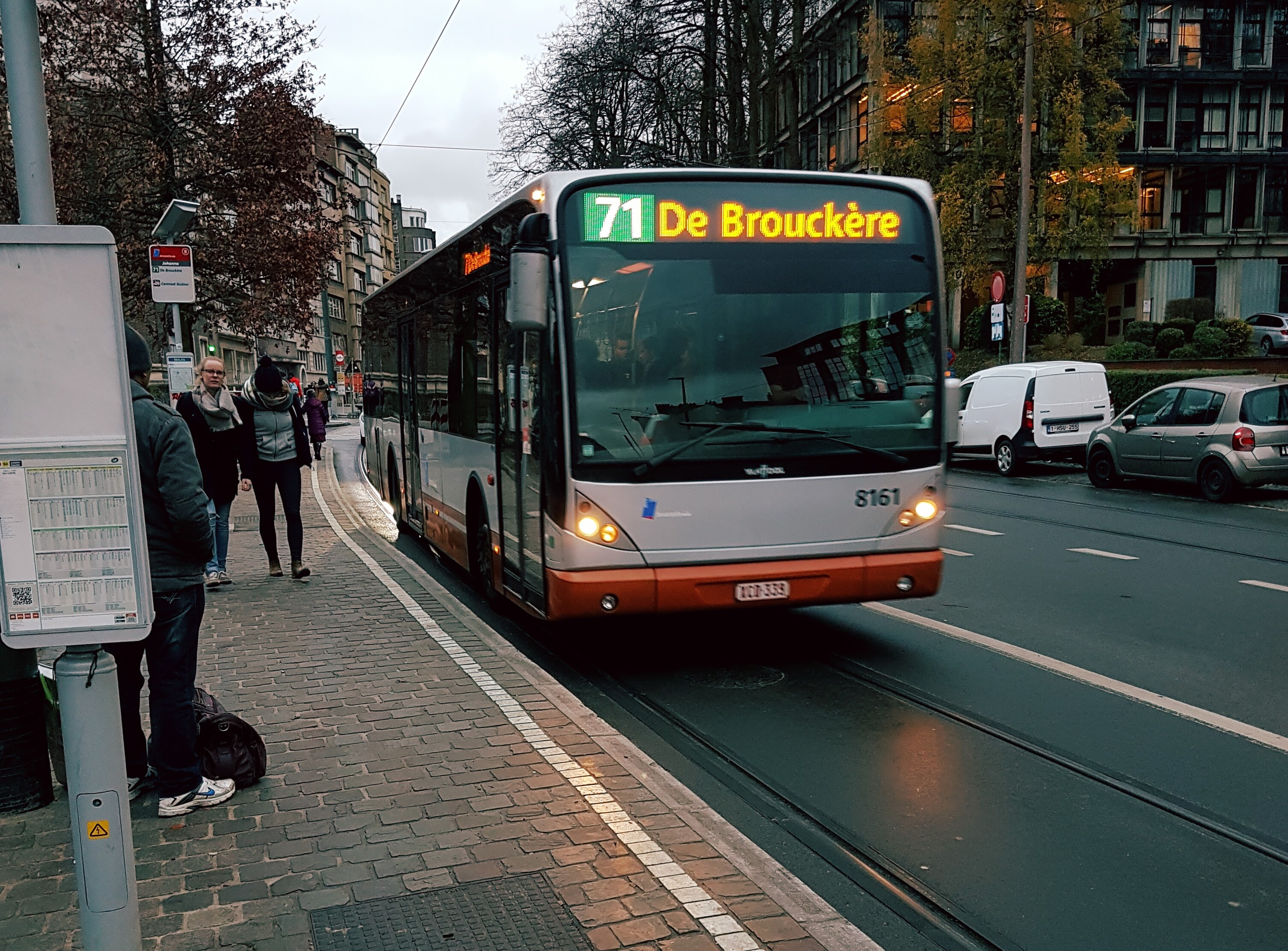
Le bus 71 sur l’avenue Adolphe Buyl

L'avenue Adolphe Buyl (en néerlandais : Adolphe Buyllaan) est une avenue d'Ixelles en Belgique qui va du boulevard Général Jacques au square du Solbosch.
Cette longue rue est connue pour être bordée par le campus du Solbosch de l'Université Libre de Bruxelles (ULB). Elle est parcourue par les lignes 8 et 25 du tramway de Bruxelles ainsi que, dans sa partie basse, par le bus 71. La numérotation des habitations va de 1 à 179 pour le côté impair et de 2 à 202 pour le côté pair.
Adolphe Buyl a été bourgmestre d'Ixelles de 1921 à 1929.